# Olovo
Olovo – miasto w Bośni i Hercegowinie, w Federacji Bośni i Hercegowiny, w kantonie zenicko-dobojskim, siedziba gminy Olovo. W 2013 roku liczyła 2465 mieszkańców, z czego większość stanowili Boszniacy.